# Gerald Gazdar
Gerald Gazdar (24 febbraio 1950) è un linguista britannico.
È celebre per aver ideato la grammatica a struttura sintagmatica generalizzata.

## Biografia
Nel 1970 ha conseguito la laurea di primo livello presso la University of East Anglia. Ha conseguito invece quella di secondo livello all'Università di Reading nel 1972, dove ha anche portato a termine il suo dottorato nel 1976.
Dal 1975 è stato docente di linguistica all'Università del Sussex.  Nel 1985 è diventato professore di linguistica computazionale e dal 1988 al 1993 è stato preside della stessa università. Nel 2002 è divenuto professore emerito.
Assieme ai suoi colleghi Ewan Klein, Geoffrey Pullum e Ivan Sag ha sviluppato la grammatica a struttura sintagmatica generalizzata.
| Controllo di autorità | VIAF (EN) 8636178 · ISNI (EN) 0000 0001 0868 2331 · LCCN (EN) n77014821 · BNE (ES) XX902336 (data) · J9U (EN, HE) 987007437633205171 · NSK (HR) 000799885 |